# Bronchocela hayeki
Espèce
Synonymes
- Calotes hayeki Müller, 1928

Bronchocela hayeki est une espèce de sauriens de la famille des Agamidae.

## Répartition
Cette espèce est endémique de Sumatra en Indonésie.

## Étymologie
Cette espèce est nommée en l'honneur de Hans von Hayek (1869–1940).

## Publication originale
- Müller, 1928 : Herpetologische Mitteilungen II. Ein neuer Calotes von Sumatra. Zoologischer Anzeiger, vol. 77, p. 67-69.